# Aleuroclava tripori
Aleuroclava tripori là một loài côn trùng cánh nửa trong họ Aleyrodidae, phân họ Aleyrodinae.
Aleuroclava tripori được Dubey & Sundararaj miêu tả khoa học đầu tiên năm 2006.